# Mighty Mops
Mighty Mops (englisch; Originaltitel: Mighty Mike) ist eine französisch-kanadische animierte Zeichentrickserie aus dem Jahr 2019. Die Erstausstrahlung erfolgte am 14. März 2019 in Kanada, im deutschsprachigen Raum lief die Serie im Pay-TV erstmals am 16. September 2019 auf Boomerang, im Free-TV am 6. Oktober 2019 auf Super RTL.

## Handlung
Die Hauptfigur der Serie ist der Mops Mike, der bei der Familie Mikkelsen lebt. Dieser ist in die Nachbarshündin Stella verliebt und versucht in jeder Episode, ihr das zu beweisen. Dabei kommen ihm jedoch immer wieder die Schildkröten Flip, Flap und Flop, die Waschbären Freddy und Mercury und das Kätzchen Fluffy dazwischen; zusammen erleben sie verschiedenste Abenteuer.

## Episoden
Für die erste Staffel der Serie wurden 78 Episoden mit jeweils etwa 7 Minuten Länge produziert.

## Rezeption
Die Organisation Common Sense Media, von der Fernsehserien nach pädagogischen und kindgerechten Aspekten beurteilt werden, vergab an Mighty Mops 4 von 5 möglichen Sternen; die Serie sei voller familientauglichem Humor und bestens für Kinder jeden Alters geeignet.
Die Folge Wau Wau Land wurde 2020 mit dem Fernsehpreis Goldener Spatz in der Kategorie „Serie/Reihe Animation“ ausgezeichnet.